# Clitocybe glacialis
Clitocybe glacialis es una especie de hongo de la familia Tricholomataceae. Anteriormente conocida como Lyophyllum montanum, se trata de un hongo que crece en los bancos de nieve, de ahí su epíteto específico glacialis. Descrita originalmente por Alexander H. Smith en 1957, esta especie norteamericana suele crecer bajo las coníferas en las montañas.

## Taxonomía
El espécimen original fue recogido en las montañas Medicine Bow de Wyoming por el micólogo Harry D. Thiers. En 1957, Alexander H. Smith, que había recibido el espécimen de Thiers, lo describió como Lyophyllum montanum, situándolo en el género Lyophyllum debido a su color gris oscuro y a sus láminas que se tornaban gris ceniza (cinéreas) con la edad. Sin embargo, más tarde quedó claro que esta especie carecía de gránulos siderófilos -partículas que absorben el hierro y que se oscurecen cuando se calientan en acetocarmina-, un rasgo característico de otras especies de Lyophyllum. Por esta razón, Redhead et al. en 2000 trasladaron la especie al género Clitocybe como C. glacialis (ya se utilizaba Clitocybe montana). Especularon que la pigmentación oscura podría ser una adaptación para protegerse de los niveles más altos de radiación ultravioleta presentes en sus entornos montañosos.

## Descripción
Los cuerpos fructíferos producidos por este hongo tienen capuchones de 2 a 6,5 cm de diámetro; la forma es de convexa a aplanada. La superficie del sombrero es inicialmente de color gris plateado (definido como canescente), pero se vuelve amarilla o amarillo-marrón con la edad. Los ejemplares más jóvenes pueden tener una flor superficial blanquecina que puede desaparecer con la edad.

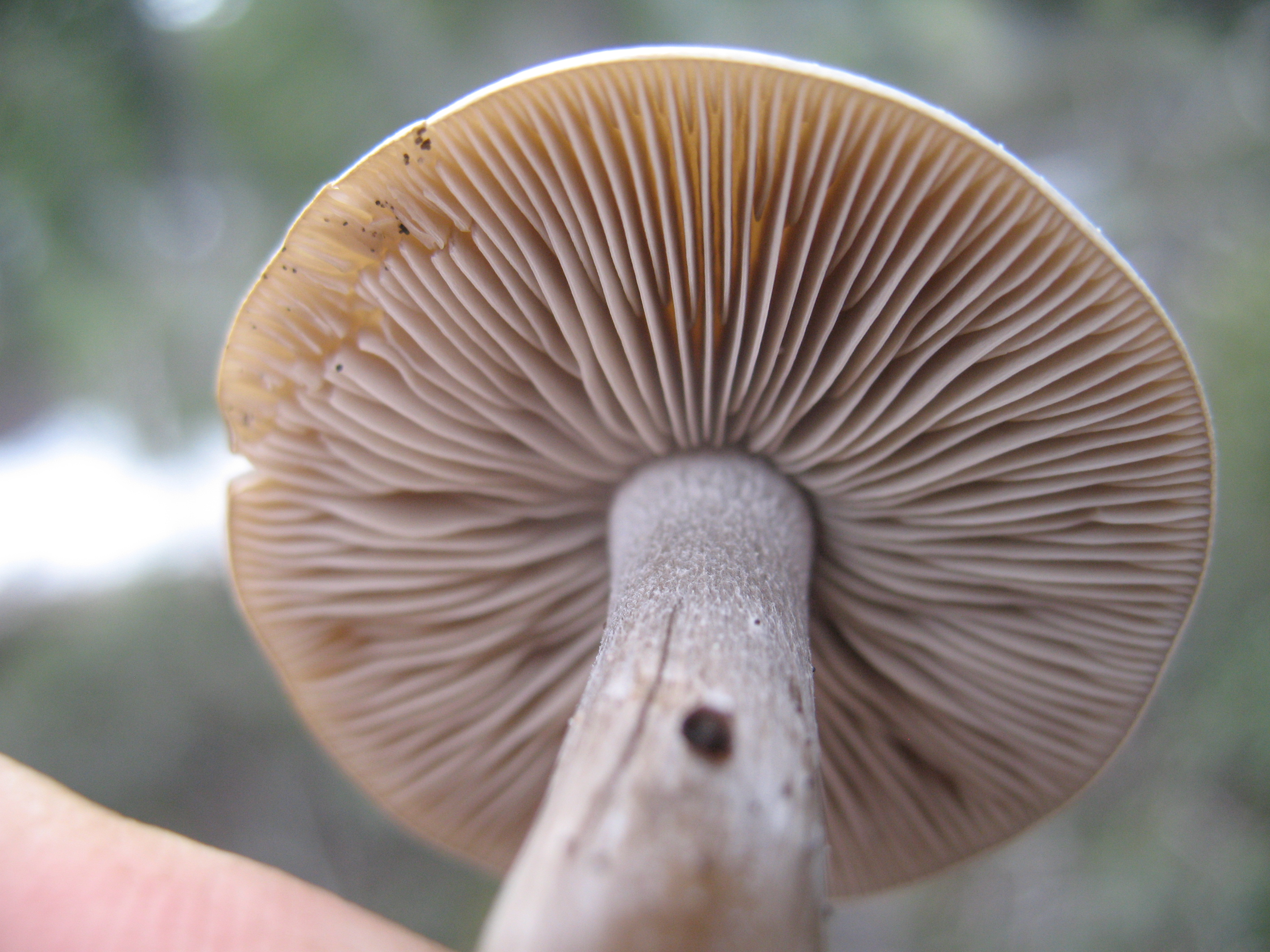
Las láminas de C. glacialis

Las láminas son de color gris o gris oscuro, y están estrechamente espaciadas entre sí; la unión al tallo es adnata (ampliamente unida al tallo ligeramente por encima de la parte inferior de la lámina) a casi libre (no unida al tallo). El tallo es del mismo color que el sombrero, mide de 3 a 7 cm (1+1⁄8 a 2+3⁄4 pulg.) de largo por 0,5 a 1,5 cm (1⁄4 a 5⁄8 pulg.) de grosor, y es cilíndrico o ligeramente agrandado en la base, que está cubierta por filamentos blancos

### Características microscópicas
Vistas en depósito, como con una impresión de esporas, las esporas parecen blancas. Microscópicamente, las esporas son de paredes lisas, elípticas u oblongas, con dimensiones de 5,5-7 por 3,5-4,5 µm.

### Comestibilidad
La especie está clasificada como comestible. Su olor es agradable, pero su sabor no es distintivo.

### Especies similares
Clitocybe albirhiza es una seta de color marrón con una estatura similar, pero se puede distinguir por los rizomorfos blancos en la base de su tallo, así como por las fibrillas del sombrero que están dispuestas en zonas. Melanoleuca angelesiana es otra especie que se encuentra en el mismo entorno; los ejemplares maduros de ambas especies se parecen entre sí. Sin embargo, son más fáciles de diferenciar cuando son jóvenes, ya que C. glacialis tiene una floración gris plateada que no tiene M. angelesiana

## Hábitat y distribución
Esta seta se encuentra en zonas altas desde finales de mayo hasta principios de agosto. Se denomina seta de banco de nieve porque los cuerpos fructíferos suelen aparecer alrededor de los bordes de los bancos de nieve que se derriten. La especie se ha encontrado en varios lugares de Norteamérica, como Idaho, Oregón, Washington, Montana y Alberta.